# NGC 6945
NGC 6945 é uma galáxia elíptica (E-S0) localizada na direcção da constelação de Aquarius. Possui uma declinação de -04° 58' 20" e uma ascensão recta de 20 horas, 39 minutos e 00,5 segundos.
A galáxia NGC 6945 foi descoberta em 12 de Julho de 1864 por Albert Marth.